# Alfonso María de Ligorio
Alfonso María de Ligorio, C.Ss.R., (Marianella, Nápoles, 27 de septiembre de 1696 - Pagani, Reino de Nápoles, 1 de agosto de 1787) fue un sacerdote y obispo católico, escritor y fundador de los Redentoristas. Considerado como santo por la Iglesia Católica y su fiesta litúrgica se celebra el 1 de agosto.
Se lo considera un renovador de la moral de su tiempo. Canonizado en 1839 y proclamado «Doctor de la Iglesia» en 1871, es el patrono de los abogados católicos, de los moralistas y de los confesores y enfermos de artrosis. Escribió más de 111 obras, entre las cuales cabe destacar el Tratado de Teología moral, escrito entre 1753 y 1755 y Las glorias de María, uno de los más renombrados libros sobre temas marianos, escrito entre 1734 y 1750.

## Biografía

### Sus primeros años
Bautizado con los nombres de Alfonso María Antonio Juan Francisco Cosme Damián Miguel Ángel Gaspar de Ligorio, fue hijo de José de Ligorio y Ana María Catalina Cavalieri. Fue el primero de siete hermanos en el marco de una familia de la nobleza napolitana. De niño le visitó el futuro santo, Francisco de Jerónimo quien le dio su bendición y profetizó: «Este chiquitín vivirá 90 años, será obispo y hará mucho bien».
Ingresó en la Hermandad de la Nobleza aún joven y comenzó su formación intelectual aprendiendo los idiomas español, francés, griego y latín. También inició estudios de geografía, literatura, matemáticas, gramática, música, arquitectura, pintura y arte animado por su padre, quien deseaba que fuera un exitoso político. Este era un noble caballero del asiento de Portanova, además de alto oficial de la marina, y lo encomendó, desde muy joven, a tutores de alto rango, entre ellos el pintor Francesco Solimena, quien le enseñó los rudimentos de su arte, en que, con los años venideros, Alfonso demostró su capacidad.
Con sólo 12 años se matriculó en la Universidad de Nápoles y, cuatro años más tarde, en 1713 se doctoró in utroque (esto es, en derecho civil y en canónico) tras haberse examinado con el gran filósofo e historiador Giambattista Vico), comenzando a ejercer como abogado a los 16 años. En 1718 obtuvo el nombramiento como juez del "Regio portulano" de Nápoles.En 1708, siendo un adolescente de 12 años, dados sus grandes conocimientos y capacidades, se matriculó en la Facultad de Derecho de la Universidad de Nápoles, y esta Facultad lo aceptó el 19 de marzo de ese año en el Colegio de Doctores. Como un caso excepcional, a los 16 años obtuvo con notas sobresalientes el grado de doctor en derecho civil y en derecho canónico.

### El sacerdocio
Como abogado tuvo varios éxitos, ya que inspiraba confianza en sus defendidos y persuadía con su elocuencia y un marcado desprecio por el dinero. Sin embargo, decidió apartarse de la profesión cuando defendió al doctor Orsini contra el duque de Toscana. Cuando pensaba haber obtenido el triunfo de su cliente, le hicieron firmar una declaración amañada en la cual establecía que se había equivocado. Alfonso se retiró a su casa y se dedicó a rezar y a llorar.

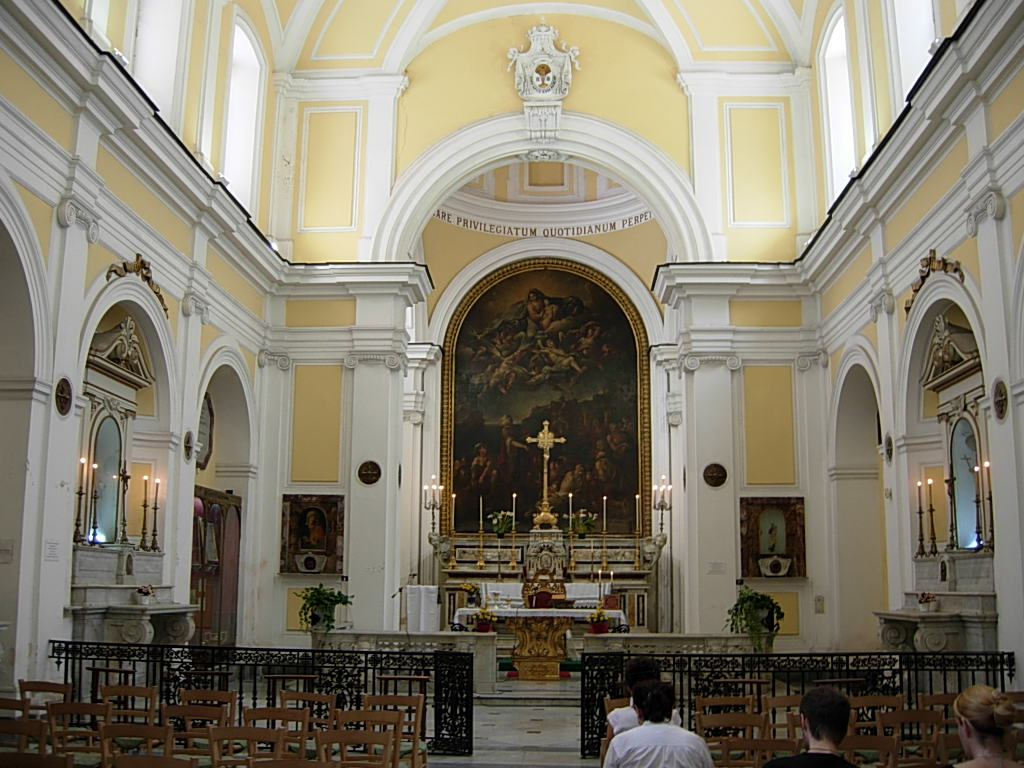
Altar de la «iglesia de Santa María de la Merced y San Alfonso María de Ligorio» (antiguamente llamada «iglesia de Santa María de la Redención de los Cautivos»), lugar de culto de Nápoles que se encuentra en el corazón del centro histórico. Allí rindió Alfonso María de Ligorio su espada de caballero.

Acto seguido, hizo un retiro en el convento de los Lazaristas y se confirmó en la cuaresma de 1722, lo cual reavivó su fervor religioso. 
Cuando el 28 de agosto de 1723 visitaba a los enfermos del Hospital de Incurables, experimentó una llamada interior a renunciar a posesiones materiales y seguir a Jesucristo. Como esta situación se repitió, dejó el Hospital y renunció a su espada de caballero ante una imagen de María que había en la «iglesia de Santa María de la Redención de los Cautivos». Después ingresó como novicio en el Oratorio con la intención de ordenarse sacerdote. Su padre, molesto ante el fracaso de los planes de matrimonio que había concebido para su hijo y el rechazo a la abogacía de su hijo, ofreció una enérgica oposición durante dos meses a la decisión de Alfonso, pero finalmente se avino a darle su permiso para hacerse sacerdote bajo la condición de que viviese en su casa, algo que Alfonso aceptó siguiendo el consejo de su director espiritual, un oratoriano. El 23 de octubre recibió el hábito clerical y continuó los estudios sacerdotales en su casa.
Recibió órdenes menores en diciembre de 1724 y el subdiaconado en septiembre de 1725. Fue ordenado diácono el 6 de abril de 1726 y poco después pronunció su primer sermón. El 21 de diciembre de 1726, a la edad de treinta años, fue ordenado al fin sacerdote. 
Rápidamente obtuvo fama en Nápoles como predicador popular y por un total de seis años se consagró a evangelizar la ciudad y su región. Vivía los primeros años de su sacerdocio con la gente «sin techo» y la juventud marginada de Nápoles. Atento a sus necesidades fundó las llamadas «Capillas del atardecer» organizadas por los propios jóvenes: lugares de oración, comunidad y escucha de las Sagradas Escrituras, donde también se prodigaban actividades sociales y de formación. Al momento de la muerte de Alfonso, el número de capillas activas alcanzaba las 72, con más de 10 000 miembros.
En 1729 resolvió ampliar el circuito misionero de su actividad, pues en el interior del entonces reino de Nápoles había encontrado gente mucho más pobre y abandonada que los niños y jóvenes que hasta entonces había visto por las calles de Nápoles ciudad. Su forma de predicar, sencilla y directa («para que el campesino humilde pueda comprender el mensaje»), tuvo una fuerte influencia moral y espiritual en su audiencia.

### La «Congregación del Santísimo Redentor»

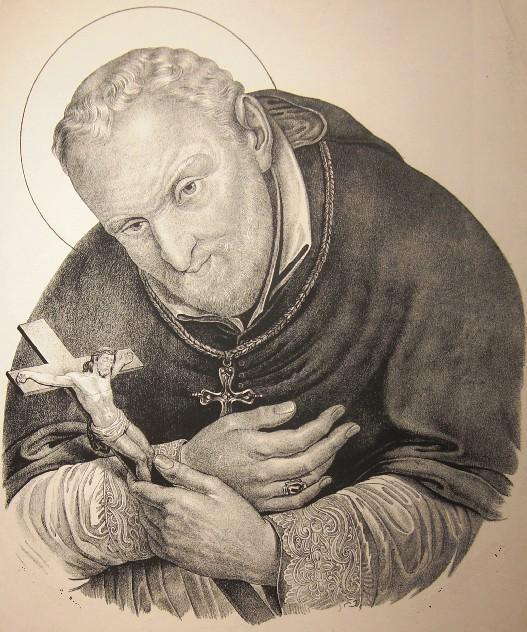
Alfonso María de Ligorio, en una representación del, que lo muestra afectado por artrosis cervical progresiva y aferrando con su mano izquierda el crucifijo

El 9 de noviembre de 1732, Alfonso fundó la «Congregación del Santísimo Redentor», orden conocida hoy como Redentoristas, destinada a evangelizar a la gente iletrada. La congregación, que por 17 años se llamó «Congregación del Santísimo Salvador», comenzó a funcionar en un pequeño hospicio perteneciente a las monjas de Scala. Aunque Alfonso era el fundador y de hecho la cabeza del Instituto, en un principio la dirección general fue asumida por el obispo de Castellammare di Stabia. Recién a la muerte de este último, el 20 de abril de 1743, Alfonso fue elegido formalmente como Superior-General.
Fue el papa Benedicto XIV quien aprobó la Regla y el Instituto para hombres en 1749. Durante todos esos años, Alfonso le imprimió a su trabajo un carácter eminentemente misionero. Se dedicaba gran parte de cada año a atravesar el reino de Nápoles llevando misiones, incluso a los pueblos más pequeños.

### Su consagración episcopal

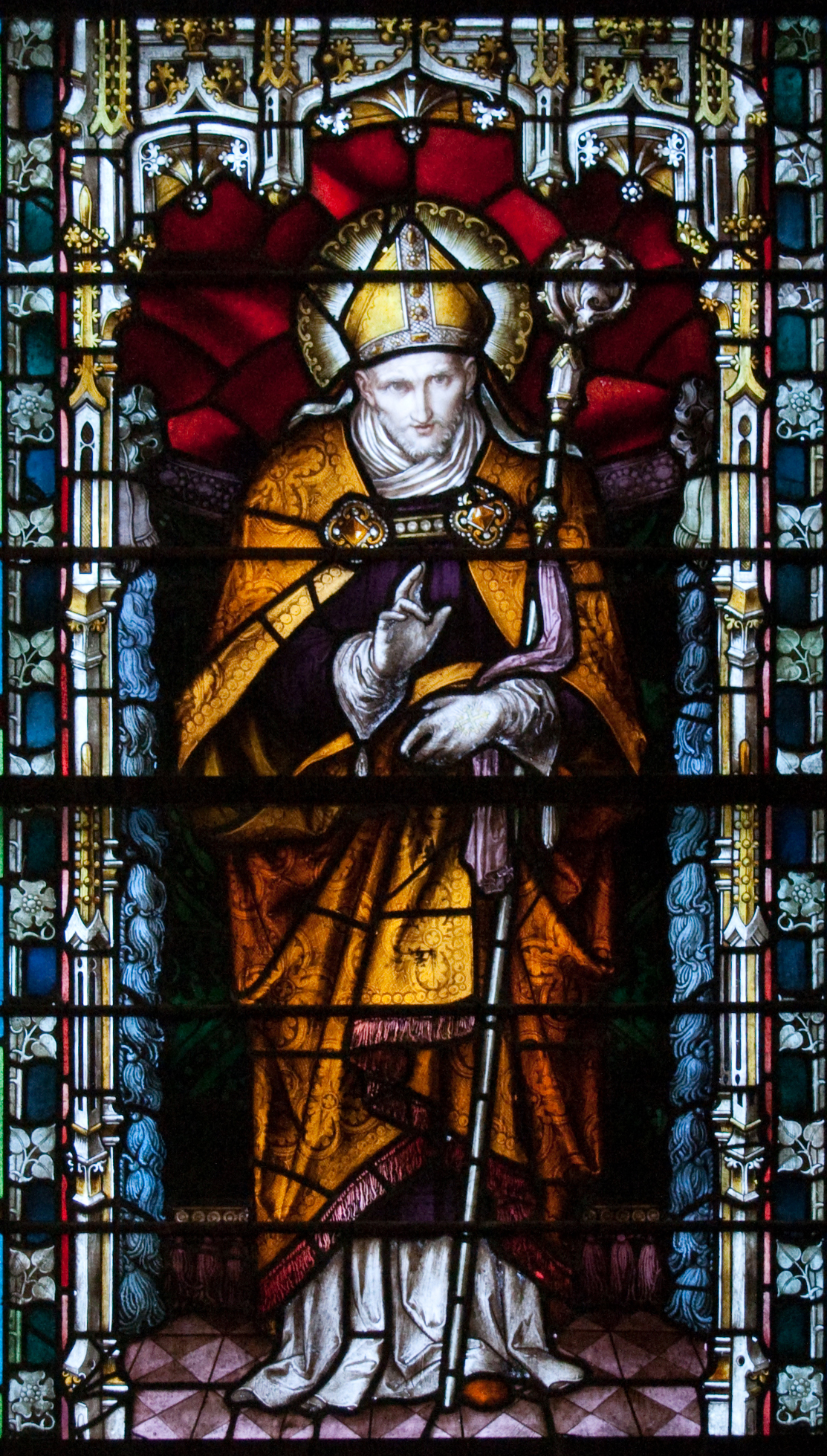
Vitral que representa a Alfonso María de Ligorio en su carácter de obispo, con el báculo de pastor. El vitral, del, se ubica en el transepto norte de la Catedral de Carlow en Irlanda, y es obra de Franz Mayer & Co.

Alfonso María de Ligorio fue nombrado obispo de la pequeña diócesis de Agatha dei Goti en 1762 por el Papa. Este nombramiento le aterró, queriendo renunciar de inmediato a tal honor. Sin embargo, el Papa no le aceptó la renuncia. Allí ejerció su ministerio episcopal entre 1762 y 1775. Fue un innovador en sus esfuerzos por reformar la administración de la diócesis y elevar la calidad y el entrenamiento del clero.
El período que permaneció en Agatha dei Goti fue aquel en el cual se produjo su transformación somática tan conocida iconográficamente, resultado de una artrosis cervical progresiva. En 1775, como consecuencia de la salud cada vez más débil de Alfonso pues se iba deformando su cuerpo, el papa Pío VI hizo lugar a sus insistentes ruegos y le permitió volver a la casa redentorista de Pagani, y recluirse ahí, donde le aguardaban sus años más amargos.

### Sus últimos años
En efecto, sus últimos doce años serían todavía más difíciles y dolorosos, por los agudos sufrimientos físicos, los tormentos espirituales, los esfuerzos agotadores por ganar reconocimiento para la congregación y la existencia de amargas contiendas dentro de la misma.
Junto con la necesidad de la aprobación vaticana de su regla, se requería también la obtención de la aprobación del monarca reinante en Nápoles, en ese tiempo bajo el control de España, Alfonso sintió que su proyecto estaba atrapado en medio de las tensiones entre la Iglesia y el Estado. 
Prácticamente ciego, e incapacitado para dirigir personalmente a su grupo, fue expulsado de la orden que él mismo había fundado como consecuencia de no haber leído un documento de vital importancia antes de firmarlo. Ni siquiera su virtual ceguera y su salud declinante fueron aceptadas como atenuantes. De manera que tuvo que atravesar por circunstancias eclesiásticas sumamente amargas a causa de la irregular situación canónica de los redentoristas del reino de Nápoles; es más, se vio alejado de su propia congregación por una decisión equivocada del papa Pío VI en 1780. Con todo, Alfonso no levantó jamás su voz contra la autoridad de Roma y murió a la hora del Angelus del 1 de agosto de 1787, cuando tenía más de 90 años.
Poco después de su muerte cesaron las divisiones en su congregación y se reconocieron los errores cometidos contra él. Los redentoristas obtuvieron el reconocimiento pleno y se expandieron primero por Europa y América del Norte, hasta totalizar hoy su presencia en 78 países del mundo.

## Canonización y patronazgos

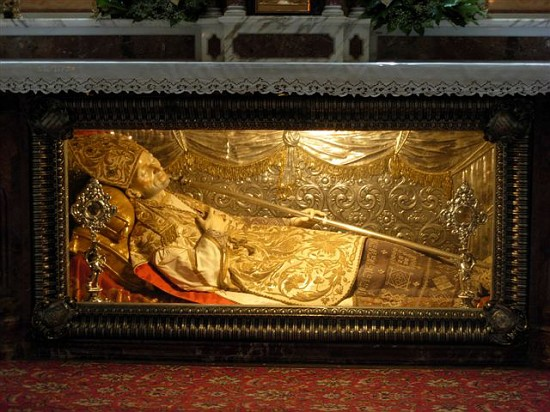
Relicario que contiene el cuerpo incorrupto de San Alfonso María de Ligorio, en la Basílica que lleva su nombre en Pagani, Italia.

Alfonso María de Ligorio adquirió fama de santidad ya en vida y pocos meses después de su muerte se inició el proceso de valoración de su persona por parte de la Iglesia. El 20 de febrero de 1807 la Iglesia católica declaró la heroicidad de las virtudes de Alfonso María de Ligorio. Fue beatificado el 15 de septiembre de 1815 y canonizado por el papa Gregorio XVI el 26 de mayo de 1839 . En 1871, Pío IX lo declaró doctor de la Iglesia. Es el único caso en que una persona recibió ese título a menos de un siglo de acaecida su muerte. En 1950, Pío XII lo proclamó patrono de los confesores, de los moralistas, y de Pagani. La ciudad de Nápoles lo tomó como santo patrón, junto con san Jenaro y Tomás el Apóstol.Su cuerpo permanece incorrupto en una urna de cristal en la Basílica de Pagani.

## Maestro de la vida espiritual

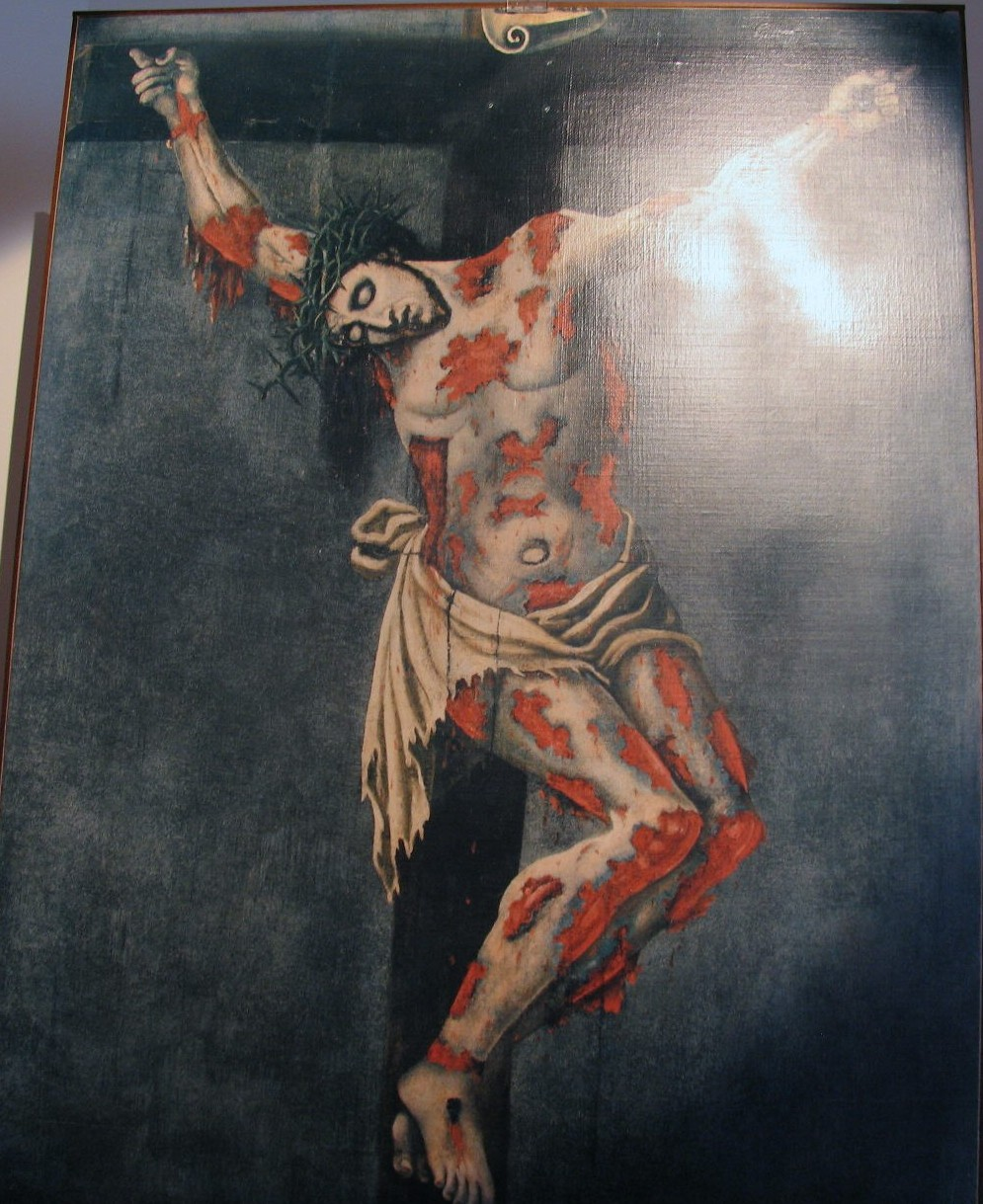
Cristo en la cruz, cuadro pintado por Alfonso María de Ligorio alrededor de 1718

Alfonso María de Ligorio es considerado uno de los grandes maestros de la vida espiritual de la Iglesia católica, y uno de los santos que mayor influencia tuvo en la devoción a María, madre de Jesús. En tiempos en que el miedo constituía el matiz predominante de la espiritualidad, su prédica destacó por enfatizar la misericordia y el perdón de Dios.
Elaboró un sistema de teología moral que recibió el nombre de equiprobabilismo, sistema que evita los excesos del rigorismo en general (y del jansenismo en particular), así como del laxismo. Se opuso al legalismo estéril y al rigorismo estricto que, según él, cerraba los caminos del Evangelio. Sostenía que tal rigor no se había enseñado ni practicado en la Iglesia. Su sistema de teología moral se caracteriza por su prudencia, evitando el probabilismo y, en especial, el laxismo y su contrario, el rigor jansenista extremo.

Con el fin de obrar lícitamente, en las cosas dudosas deberemos buscar y seguir la verdad: allí donde la verdad no pueda ser claramente hallada, estamos obligados a abrazar al menos la opinión que más se aproxima a la verdad, que es la opinión más probable.
Alfonso María de Ligorio, Theologia Moralis, I, 25

En su Teología Moral, Ligorio enseñó que todos están llamados a la salvación, y que los medios se hallan disponibles para todas las personas. Según él, la salvación no es cuestión de "torturas" o de un cumplimiento legalista de la ley, sino de una vida de amor. El valor de la libertad humana y la importancia de una conciencia individual informada fueron otros temas sobre los que Ligorio puso énfasis. Al mismo tiempo, fue un pionero en resaltar la importancia de tomar en cuenta las circunstancias concretas de una situación a la hora de evaluar la conducta moral.

Las consecuencias que se derivan de esta apología de la conciencia informada son relevantes: Alfonso las resume en dos principios que coloca en la base de su «sistema moral». El primer principio es formulado en estos términos: «De una ley dudosa no puede derivar una obligación cierta» (Theologia Moralis, I, 13). No basta la objetividad de la norma para fundamentar la obligación moral: es necesario que la norma sea conocida, y que toda forma de ignorancia invencible, involuntaria, sea excluida. Aquí se ve cómo para Alfonso los derechos de la conciencia, que es al fin y al cabo la subjetividad personal en su actuación moral, deben ser reconocidos y asimismo defendidos frente a toda concepción meramente legalista y extrínseca de la moralidad de los actos. Es más, esta valoración de la conciencia aparece en la formulación del otro principio, que está en la base del sistema alfonsiano: «La condición de quien posee es mejor: siempre que una ley es dudosa, de ninguna manera obliga al hombre, que permanece exento y libre de la obligación de la ley, pudiendo en tal caso lícitamente hacer uso de su libertad, que verdaderamente posee al ser dudosa la ley» (Theologia Moralis, I, 13). Se perfila así con toda su fuerza el «sistema moral» propuesto por Ligorio: tal sistema se aleja ante todo de la ambigüedad propia de cualquier relativismo moral, que da entrada a las seducciones del laxismo ético, para después proponer aquella solución intermedia entre objetivismo de la ley y arbitrio absoluto de la subjetividad, a la que se denomina «equiprobabilismo», auténtica vía de equilibrio y benignidad.
Bruno Forte

El teólogo redentorista Marciano Vidal García llamó a Alfonso María de Ligorio «el santo del siglo de las Luces», porque su moral no es ajena a los ideales de la Ilustración. En igual sentido, Bruno Forte señaló que algunos rasgos de la moral propuesta por Ligorio coinciden con el espíritu nacido de aquel movimiento cultural e intelectual europeo:
1. la promoción de la razón, dando más importancia a la argumentación intrínseca que a los argumentos de autoridad;
2. la aceptación de los datos objetivos de la «experiencia» en oposición a los «prejuicios» como criterios de orientación humana; y
3. la inclinación hacia el valor de la libertad cuando la ley no es cierta.

Junto con Francisco de Sales (1567-1622), Alfonso María de Ligorio puede considerarse uno de los grandes promulgadores de un nuevo tipo de devoción en Europa. En efecto, el siglo XVIII en el cual vivió se caracterizó por ser un período de transición en la historia de la práctica devocional. Tanto Francisco de Sales como Alfonso Ligorio hicieron hincapié en aspectos personales y afectivos en su forma de manifestar su piedad, subrayando el matiz individual en su relación con Dios.

## Algunas de sus obras
El catálogo de obras de Alfonso María de Ligorio alcanza 111 títulos, a los que se suman tres volúmenes de Epistolario. Entre originales y traducciones en 70 idiomas, se contabilizan 21 000 ediciones. Una de las innumerables ediciones a su libro Visitas al Santísimo Sacramento tuvo una tirada de 250 000 ejemplares. Por su parte, el libro Las glorias de María alcanzó en 2012 las 818 ediciones en todo el mundo.
Algunas de sus obras son:

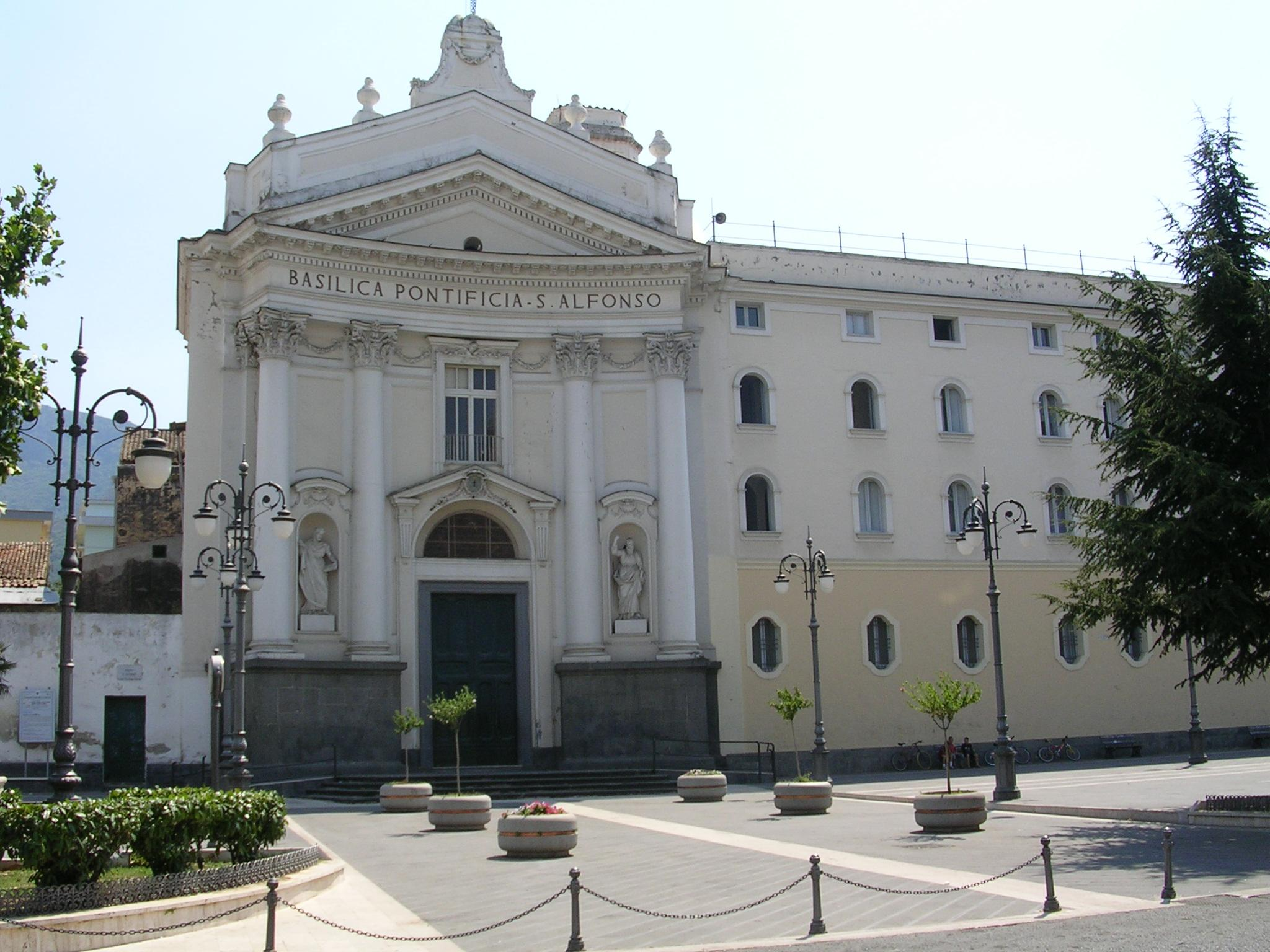
Pontificia Basílica de San Alfonso María de Ligorio en Pagani.

- 1728:  Publica su primera obra: Máximas eternas.
- 1734:  Inicia Las glorias de María, probablemente su obra más conocida.
- 1745:  Reflexiones útiles a los obispos.
- 1745:  Visitas al Santísimo Sacramento.
- 1748:  Inicia su gran obra: Teología Moral.
- 1750:  Finaliza Las glorias de María.
- 1752:  Semblanzas de sus grandes amigos Jenaro M' Sarnelli y Vito Curzio.
- 1755:  La práctica del confesor.
- 1755:  Conformidad con la Voluntad de Dios.
- 1757:  El Homo apostolicus.
- 1758:  Preparación para la muerte.
- 1759:  El gran medio de la oración.
- 1760:  La monja santa y Selva de materias predicables.
- 1760: La verdadera esposa de Jesucristo o La Monja Santa
- Práctica del amor a Jesucristo.